# Anathetis atrirena
Anathetis atrirena là một loài bướm đêm trong họ Noctuidae.